# Max Jacobson
Max Jacobson (geb. 3. Juli 1900 in Fordon; gest. 1. Dezember 1979 in New York City) war ein deutsch-US-amerikanischer Arzt.
Max Jacobson wurde in Fordon an der damaligen preußisch-polnischen Grenze geboren. Sein Vater war ein koscherer Fleischer und zog mit der Familie nach Berlin, als Max Jacobson ein Jahr alt war. Wegen der Verfolgung durch die Nationalsozialisten floh der jüdische Arzt 1936 nach New York City. Er betrieb dort eine Praxis an der Upper East Side.
Der Arzt mit den Spitznamen „Miracle Max“ und „Dr. Feelgood“, verabreichte zahlreichen prominenten Kunden, darunter Präsident John F. Kennedy, Amphetamine und andere Medikamente. Seit dem Präsidentschaftswahlkampf 1960 vertraute John F. Kennedy auf die Wirkung der Injektionen von Jacobson. Jacobson experimentierte mit Spritzkuren, mischte dazu Vitamine, Hormone, Plazenta, Knochenmark und tierische Zellen und versetzte sie mit Steroiden und Aufputschmitteln. Die genaue Mixtur verriet er den Patienten nicht.
In den späten 1960er-Jahren brachten Recherchen der New York Times Jacobson in die Schlagzeilen, als sie die Verbindung von „Miracle Max“ zu Kennedy und vielen weiteren Prominenten aufdeckten. Jacobson behandelte auch die Schriftsteller Truman Capote, Tennessee Williams und Henry Miller, Regisseur Billy Wilder, den Politiker Nelson Rockefeller, Sängerin Maria Callas sowie die Schauspielerinnen Marilyn Monroe, Elizabeth Taylor, Hedy Lamarr und Judy Garland. Das in die Venen injizierte Mittel machte euphorisch und hochproduktiv, aber auch in vielen Fällen abhängig. Die Reporter fanden heraus, dass Jacobson für seine Praxis 80 Gramm Amphetamine pro Monat orderte – genug für 100 starke Injektionen à 25 Milligramm pro Tag.
1967 besang die junge Aretha Franklin Jacobson als legendären „Dr. Feelgood“ in ihrem Lied.
1975 verlor Jacobson seine Lizenz. Er starb vier Jahre später.